# Lower Grand Lagoon
Lower Grand Lagoon es un lugar designado por el censo ubicado en el condado de Bay en el estado estadounidense de Florida. En el Censo de 2010 tenía una población de 3.881 habitantes y una densidad poblacional de 557,05 personas por km².

## Geografía
Lower Grand Lagoon se encuentra ubicado en las coordenadas 30°8′35″N 85°45′8″O / 30.14306, -85.75222. Según la Oficina del Censo de los Estados Unidos, Lower Grand Lagoon tiene una superficie total de 6.97 km², de la cual 5.46 km² corresponden a tierra firme y (21.67%) 1.51 km² es agua.

## Demografía
Según el censo de 2010, había 3.881 personas residiendo en Lower Grand Lagoon. La densidad de población era de 557,05 hab./km². De los 3.881 habitantes, Lower Grand Lagoon estaba compuesto por el 92.04% blancos, el 1.49% eran afroamericanos, el 1% eran amerindios, el 0.85% eran asiáticos, el 0.05% eran isleños del Pacífico, el 1.08% eran de otras razas y el 3.48% pertenecían a dos o más razas. Del total de la población el 6.18% eran hispanos o latinos de cualquier raza.